# Fábio Costa (ur. 1977)
Fábio Costa (ur. 27 listopada 1977 w Camaçari) – brazylijski piłkarz występujący na pozycji bramkarza.

## Kariera klubowa
Fábio Costa rozpoczął piłkarską karierę w EC Bahia w 1991 roku. Będąc jeszcze juniorem występował w EC Bahia, Cruzeiro EC i PSV Eindhoven. W latach 1995–1999 występował w Vitórii Salvador. Z klubem z Salvadoru zdobył mistrzostwo stanu Bahia – Campeonato Baiano w 1995, 1996 i 1997 roku.
W latach 2000–2003 występował w Santosie FC. Z Santosem zdobył mistrzostwo Brazylii 2002. W latach 2004–2005 występował w Corinthians São Paulo.
Od 2006 roku Fábio Costa jest ponownie zawodnikiem Santos FC. Z Santosem zdobył mistrzostwo Brazylii 2005 oraz trzykrotnie mistrzostwo stanu São Paulo – Campeonato Paulista w 2006, 2007 i 2010 roku.

## Kariera reprezentacyjna
Fábio Costa ma za sobą powołania do reprezentacji Brazylii. W 2001 roku Pucharu Konfederacji, na którym był rezerwowym i nie wystąpił w żadnym meczu. Nigdy potem nie był powoływany do reprezentacji i do chwili obecnej nie zdołał w niej zadebiutować.
W 2000 roku Fábio Costa uczestniczył w eliminacjach do Igrzysk Olimpijskich w Sydney. Na turnieju w Australii był zmiennikiem Heltona i nie zagrał w żadnym meczu.